# Balfourodendron
Balfourodendron es un género con tres especies de plantas con flores perteneciente a la familia Rutaceae. 

## Etimología
El nombre del género fue otorgado en honor de John Hutton Balfour, (1808 - 1884)  médico, botánico y briólogo escocés.

## Especies
- Balfourodendron eburneum
- Balfourodendron molle
- Balfourodendron riedelianum